# Académie royale des arts du Canada
L'Académie royale des arts du Canada (ARC) a été fondée en 1880 par l'Ontario Society of Artists, en collaboration avec l'Art Association of Montreal, cela parrainé par le gouverneur général, ainsi que par le marquis de Lorne et son épouse, Son Altesse Royale la princesse Louise. Il s'agit du plus ancien regroupement national d'artistes professionnels au Canada.
L'Académie regroupe des membres en provenance de toutes les régions et appartenant à quelque vingt disciplines artistiques. Sa mission est d’encourager et de favoriser les arts de la peinture, de la sculpture, de l'architecture, du design, des métiers d'art, de la photographie et du cinéma. Elle est également enregistrée au niveau fédéral en tant qu’organisation à but non lucratif, et est une organisation nationale au service des arts considérée comme un organisme de bienfaisance.

## Histoire
Parmi ses 26 fondateurs, sont présents les 26 peintres, artistes et designer les plus doués du Canada, dont Lucius Richard O'Brien (premier président), connu pour la luminosité et la majesté de ses paysages, auteur du Lever du soleil sur le Saguenay, Cap Trinité (1880), Thomas Seaton Scott, W. G. Storm, architecte auteur de l'Osgoode Hall et la cathédrale St. James de Toronto, et Napoléon Bourassa, à l'origine des murales peintes dans la basilique Notre-Dame de Montréal.

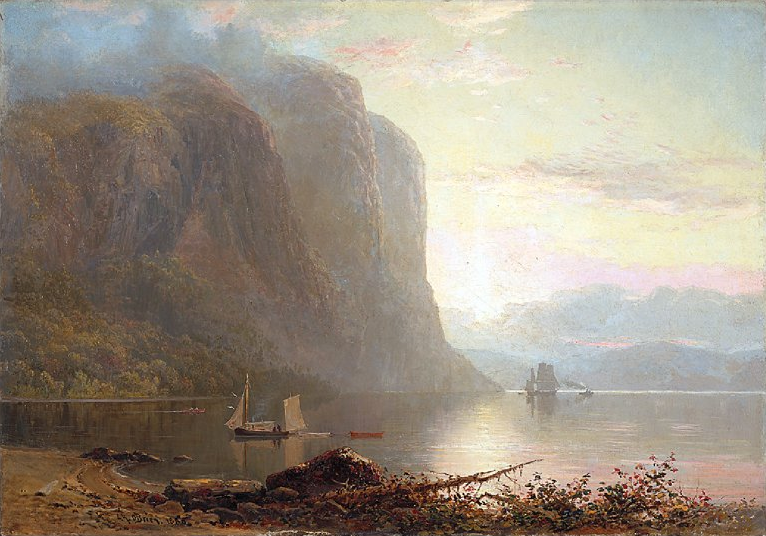
Lever du soleil sur le Saguenay, Cap Trinité
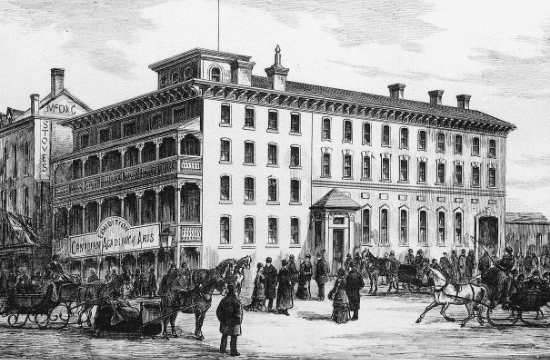
Édifice de l'Académie, 1880

Depuis 1970, l'Académie élargit ses horizons afin d'inclure toutes les disciplines artistiques. Avec presque 700 membres disséminés dans le pays, l'Académie continue de mener à bien sa mission, celle de promouvoir les arts visuels par un programme d'expositions et de publications.
En 2010, le consort vice-royal Jean Daniel Lafond est élu en tant que membre de l'académie. Ce dernier est connu pour ses ouvrages et son travail de cinéaste, comme son documentaire "Les Traces du rêve". Il fut nommé lors du Dîner des présidents qui se tenait au Château Frontenac, à Québec, le vendredi 21 mai 2010 accompagné de 23 nouveaux membres.

## Médaille de l’Académie
Inaugurée en 1962, la Médaille de l’Académie a été conçue par Cleeve Horne RCA et Sidney Watson RCA. Elle est décernée aux individus qui ne sont pas membres de l’Académie, mais qui ont contribué de façon marquée à l’évolution des arts visuels du Canada.
Avant la diversification des espaces d’exposition en 70, le service le plus important rendu par l'Académie à l'art canadien est son concours annuel de création.Ce concours constitue une vitrine prestigieuse où les œuvres des nouveaux talents sont exposées à côté de celles des plus grands artistes du pays. Du jeune peintre Homer WATSON en 1880, en passant par le Groupe des Sept dans les années 1920, à l'artiste graphique Allan Fleming et à l'architecte Arthur ERICKSON, de même que Jean Paul RIOPELLE des AUTOMATISTES du Québec dans les années 1960, se retrace  avec eux l'histoire entière de l'art canadien en suivant l'évolution de ces expositions.